# 川久保秀一
川久保 秀一（かわくぼ ひでかず、1972年2月9日 - ）は、日本の歌手、ラジオパーソナリティ。タイムリーオフィス所属。

## 来歴
東京都日野市出身。1990年、東京都立八王子東高等学校卒業。1994年、横浜国立大学教育学部小学校教員養成課程（社会科）卒業。 NHKラジオ第一のほか、エフエムむさしの、FMたちかわなどのコミュニティFMのラジオパーソナリティを務める。

## 人物
好きな言葉は、「意志あるところに道は通ず」「急いては事を為損じる」。影響を受けた音楽家に、崎谷健次郎を挙げている。大学時代には小学校の社会科教員の免許を取得している。

## 音楽活動

### 男声デュオ・TWO of US
1995年
Sony Recordsより大学時代の同級生・長井勝とともに、男声ポップデュオ・TWO of USとしてミュージシャン・デビュー。5年に亘る活動でシングル8枚、アルバム2枚リリース。

### ソロ活動〜シンガー・ラジオパーソナリティ・ボイストレーナー
2001年
グループを脱退後は、ソロアーティストとしてCDリリースやライブ活動などを開始する。
2003年
TBS R&Cレーベルよりマキシシングル「チンチン電車」をリリース。C/Wが理容店をテーマにした「日曜日、床屋へ行く」だったのを機に、川崎市理容組合及び神奈川県理容組合のPR活動に参加。ラジオパーソナリティ活動も本格化する。
2004年
通算1枚目のミニアルバム『Here, I am.』をリリースする。8月、タイムリーオフィス所属する。
2005年
K2 Music Schoolを主宰し、ボイストレーニングやボーカルトレーニングを行う。若手、アマチュアミュージシャンの支援を開始する。
2006年
通算2枚目のミニアルバム『マイルストーン』をリリースする。
2010年
7月、ライブイベント「AOYAMA音楽倶楽部」を開催し、ゲストに木根尚登、井上昌己が出演する。
2011年
2月、「AOYAMA音楽倶楽部vol.2」を開催し、ゲストに松井五郎、木根尚登、浅岡雄也が出演する。6月、通算3枚目のアルバム『unbalance』をリリースする。10月、松井五郎プロデュースによる震災復興支援アルバム『風のよせがき』に、「君は生きている」で参加。11月15日､FMたちかわ『Radi-esta』で、アレアサテライトスタジオ公開ゲストに憧れの崎谷健次郎を招く。
2012年
2月、「AOYAMA音楽倶楽部vol.3」を開催し、ゲストに木根尚登、カズンを招く。5月、同「vol.4」を開催し、ゲストに叶正子、中西保志を招く。
2016年
4月、NHKラジオ第1の『DJ日本史』を松村邦洋と担当する。

## ラジオ
現在担当の番組
- むさしのエアーアプリ（むさしのFM、16:00～19:00、水曜担当）
- 川久保秀一のSaturday Music Flow（むさしのFM、土曜13:00～15:00、2013年4月～）
- Morning Community（ミュージックバード制作、コミュニティ放送各局、6:00～8:00、木・金曜担当、2014年9月～）
- DJ日本史（NHKラジオ第1、隔週月曜21:05～21:55、2016年4月～）
- ロコラバ―LoCo Lovers―（ミュージックバード制作、コミュニティ放送各局、日曜11:00～12:55、2022年4月～）
- アフタヌーン・パラダイス（エフエム世田谷制作、コミュニティ放送各局、月曜担当、2024年4月1日～）

過去担当の番組
- 川久保秀一のRadio Uploader（かわさきFM、第2第4土曜15:00～15:30、2003～2008年）
- Switch!（JFN、11:30～12:55、水・木曜担当、2005年10月～2006年9月）
- 立川アクロス・ザ・モーニング（FMたちかわ、8:00～11:00、月～水曜担当、2008年4月～2011年9月）
- Radi-Esta（ラジエスタ）（FMたちかわ、月～金曜14:00～16:00、2011年10月～2012年3月）
- タチカラ（FMたちかわ、15:00～17:00、金曜担当、2012年4月～同年12月）
- NACK ON TOWN（Nack5、2009年2月）※メインパーソナリティ土屋滋生の代役として